# Nuclear Assault
Nuclear Assault — американская трэш-метал/кроссовер-трэш группа, основанная в 1984 году.

## История
Группа Nuclear Assault была основана в 1984 году бас-гитаристом Anthrax Дэнни Лилкером. Помимо него, в первый состав группы вошёл гитарист и вокалист Джон Коннелли, в прошлом тоже участник группы Anthrax, а также ударник Майк Богуш и гитарист Скотт Дюбойс, через некоторое время покинувшие группу, и заменённые Энтони Браманте и Гленном Эвансом.
В 1984—1985 году группа записала два демоальбома. В 1986 году вышел первый студийный альбом Game Over, после чего группа отправилась в тур по Европе.
До 1995 года группа продолжала активную концертную деятельность, в это время вышли ещё четыре студийных альбома, но затем, вследствие внутренних проблем она распалась. Через два года Nuclear Assault воссоединился всего на один концерт.
Группа вновь воссоединилась в 2002 году. Через год вышел живой альбом Alive Again, последовали несколько туров по Европе. В 2005 году вышел шестой студийный альбом группы, который назывался Third World Genocide. С 2008 по 2010 год в деятельности Nuclear Assault вновь был перерыв, но в настоящее время коллектив вновь занимается музыкальной деятельностью.

## Состав группы

### Текущий состав
- Дэн Лилкер — бас-гитара, бэк-вокал (1984—1992, 1997—1998, 2001—2022)
- Джон Коннелли — вокал, ритм-гитара, соло-гитара (1984—1995, 1997—1998, 2001—2022)
- Эрик Берк — соло-гитара, ритм-гитара (2002—2005, 2011—2022)

### Бывшие участники
- Скотт Дабойс — ударные (1984)
- Дерек Лорд — ударные (1984)
- Майк Богш — соло-гитара (1984)
- Энтони Браманте — соло-гитара (1984—1991, 2001—2002)
- Дейв ДиПиетро — соло-гитара (1993—1995)
- Скотт Метаксас — бас-гитара (1993—1995)
- Скотт Харрингтон — соло-гитара (2005—2008)
- Гленн Эванс — ударные (1984—1995, 1997—1998, 2001—2015)

### Сессионные музыканты
- Эрик Паун — бас-гитара (1998)
- Николас Баркер — ударные (2015—наст. время)

## Дискография

### Студийные альбомы
- 1986: Game Over
- 1988: Survive
- 1989: Handle with Care
- 1991: Out of Order[англ.]
- 1993: Something Wicked[англ.]
- 2005: Third World Genocide[англ.]

### Мини-альбомы
- 1986: Brain Death
- 1987: The Plague[англ.]
- 1988: Good Times, Bad Times
- 1988: «Fight to be Free» (Сингл)
- 2015: Pounder[англ.]

### Концертные альбомы
- 1992: Live at the Hammersmith Odeon[англ.]
- 2003: Alive Again[англ.]

### Сборники
- 1995: Assault & Battery[англ.]

### Демоальбомы
- 1984: Nuclear Assault demo
- 1985: Live, Suffer, Die

### Музыкальные видеоклипы
- «Brainwashed» (1988)
- «Critical Mass» (1989)
- «Trail of Tears» (1989)
- «Something Wicked» (1993)
- «Behind Glass Walls» (1995)
- «Price of Freedom» (2005)
- «Long Haired Asshole» (2005)